# 太田涉子
太田涉子（日语：／ Ota Shōko，1989年7月27日—），日本女子冬季两项、越野滑雪运动员。她曾代表日本参加2006年、2010年和2014年冬季残疾人奥林匹克运动会，获得一枚银牌和一枚铜牌。